# Accord des adjectifs et des noms de couleur en français
Pour des articles plus généraux, voir Noms et adjectifs de couleur et Morphologie du nom en français.
En français, les noms et adjectifs de couleur sont soumis à des règles d'orthographe grammaticale précises et relativement complexes s'agissant de leurs formes plurielles, pour les substantifs, ou de leur accord ou non avec le nom qu'ils qualifient pour les adjectifs. Le terme couleur lui-même, employé comme nom, peut suivant les cas avoir une forme plurielle ou non.
Cet article est composé de trois parties :
- les règles d'accord en genre et en nombre des adjectifs de couleur, dont un tableau (non exhaustif) des adjectifs de couleur invariables ;
- les règles d'accord en genre et en nombre des noms de couleur ;
- les règles d'accord du mot couleur.

## Adjectifs de couleur

### Résumé des règles d'accord
En général, les adjectifs de couleur s'accordent en genre et en nombre avec le nom qu'ils qualifient (ex. des lumières bleues) sauf dans les cas suivants :
- adjectifs provenant de noms communs ou propres, par exemple des gants marron (signifiant des gants de la couleur d’un marron) ;
- adjectifs d'origine étrangère, par exemple une veste kaki ;
- adjectifs composés de plusieurs mots, par exemple des yeux bleu foncé.

Il existe néanmoins des exceptions à ces règles qui sont détaillées ci-dessous.

### Adjectifs simples de couleur
De façon générale, les adjectifs simples, c'est-à-dire formés d'un seul mot, s'accordent en genre et en nombre au nom auquel ils se rapportent.
Ces adjectifs sont notamment :  
| A alezan aubère B bai baillet basané beige bis blafard blanc blême bleu blond brun | C céruléen citrin cramoisi E écarlate écru F fauve G glauque gris | I incane incarnat incolore infrarouge ou infra-rouge J jaune L livide louvet M mauve mordoré moreau | N noir O opalin P pers pinchard pourpre R rose rouan rouge roux | T tourdille U ultraviolet ou ultra-violet V vairon * vermeil vert violet Z zain zinzolin |

* L'adjectif vairon n'est utilisé que pour les yeux (des « yeux vairons »).
De même, les adjectifs dérivés des adjectifs et noms de couleur s'accordent en genre et en nombre au nom auquel ils se rapportent : beigeasse, blondasse, marronnasse, etc., blanchâtre, bleuâtre, brunâtre, verdâtre, etc., argenté, cuivré, doré, etc., crémeux, laiteux, etc., bruni, rougi, verdi, etc.
Exemples
- Un mur blanc, des maisons blanches
- Un drapeau bleu, des flammes bleues
- Un pantalon vert, des pommes vertes
- Un meuble orangé, des tasses orangées (pour l'adjectif orange voir ci-dessous).

### Adjectifs provenant de noms propres ou de noms communs

#### Règle générale
Un certain nombre de couleurs sont désignées d'après des noms communs (par ex., orange, marron) devenus des adjectifs par métonymie ou plus rarement des noms propres (par ex., magenta) utilisés comme noms commerciaux avant de devenir adjectifs. Généralement, ces noms utilisés comme adjectifs de couleur ne s'accordent ni en nombre ni en genre.

#### Exceptions
Mais cette règle comporte des exceptions. Les adjectifs suivants s'accordent en genre et en nombre, bien qu'il s'agisse d'abord de noms : 
- mauve (mauve désigne initialement une fleur) ;
- violet (violette désigne initialement une fleur) ;
- pourpre (pourpre désigne initialement un mollusque) ;
- rose (rose désigne initialement une fleur).
- fauve (c'est par métonymie que l'adjectif en est venu à désigner les grands félins, y compris ceux dont le pelage n'est pas de cette couleur) ;
- incarnat (le mot a d'abord été utilisé comme adjectif, signifiant couleur de chair avant de devenir un nom de couleur, puis synonyme de rougissement) ;
- vermeil (l'adjectif désigne un rouge éclatant bien distinct de la couleur légèrement rouge de l'argent doré désigné par le nom vermeil, le métal précieux).

Ces trois derniers désignent aujourd'hui un nom commun, mais leur usage comme adjectif de couleur est étymologiquement plus ancien ou indépendant de l'usage comme substantif.
Pour ces sept adjectifs, l'accord se fait en genre et en nombre. 
Il existe enfin un cas très controversé parmi ces exceptions : l'adjectif châtain (couleur de châtaigne). Cet adjectif s’accorde uniquement en nombre et reste masculin, même s'il se réfère à un nom commun féminin. 
Exemples 
- Des fleurs orange ;
- Des yeux émeraude ;
- Des meubles marron ;
- Des rideaux prune ;
- Des chemises banane.

Mais : 
- Des fleurs roses ;
- Des joues écarlates ;
- Des cravates mauves ;
- Des tons pourpres ;
- Des chemises vermeilles ;
- Des rideaux incarnats ;
- Des pantalons fauves;
- Des chevelures châtains.

### Adjectifs formés à partir de mots d'origine étrangère
Les adjectifs de couleur formés par emprunt lexical d'une langue étrangère sont invariables (par ex., auburn emprunté à l'anglais, kaki de l'hindi via l'anglais « khaki »).
Exemples
- Des cheveux auburn
- Des chemises kaki.

#### Liste d'adjectifs de couleur invariables ayant pour origine des noms propres, des noms communs ou des mots étrangers
Cette liste n'est pas exhaustive. 
| A abricot absinthe acajou aigue-marine albâtre amadou amande amarante ambre améthyste andrinople anthracite ardoise argent argile aubergine auburn aurore avocat azur | B basane banane bistre bitume bourgogne brique bronze bulle | C cacao cachou café café au lait canari cannelle capucine caramel carmélite carmin carotte céladon cerise chair chamois champagne châtaigne chaudron chocolat citron cognac coquelicot corail corbeau crème crevette cuivre cyclamen | E ébène émeraude étain F feuille morte filasse fraise framboise fuchsia G garance grenat groseille H havane hazel |
| I indigo isabelle ivoire J jade jonquille | K kaki L lavande lilas                                      | M magenta maïs marine marengo marron mastic melon miel moutarde muscade | N nacarat nacre noisette noyer O ocre olive or orange                                                             |
| P paille parme pastel pastèque pêche perle pervenche pie pistache pivoine ponceau porto prune puce                                                                    | R réséda rouille rubis                                      | S sable safran saphir saumon sépia serin soufre | T tabac tango taupe thé tilleul tomate topaze turquoise V vermillon                                               |

Remarques : 
- auburn vient de l'anglais.
- isabelle viendrait probablement de l’arabe hizah, « lion », dans le sens de « couleur du lion ». L’explication liant l’apparition de ce mot à Isabelle de Castille, dite la Catholique, ne serait pas fondée.
- kaki viendrait du persan khāk « poussière » (qui via l'hindi puis l'anglais a donné kahki puis kaki) et non pas du fruit homonyme, le kaki, dénommé aussi figue caque, qui est d'origine japonaise.
- nacarat vient de l'espagnol ou du portugais.

### Les formes adjectivales complexes
Lorsque la locution adjectivale de couleur est composée de plusieurs noms ou adjectifs, ces noms et adjectifs ne s'accordent ni en genre ni en nombre.
Lorsque deux adjectifs de couleur sont utilisés ensemble, l'adjectif composé prend un trait d'union.
Lorsque la forme adjectivale provient d'une expression (par exemple, feuille morte, lie de vin), on lie les éléments de l'expression par des traits d'union. 
Par ailleurs, lorsque le nom ou l’adjectif de couleur est une locution formée à partir d’un nom propre, le nom propre conserve sa majuscule et son invariabilité. 
Exemples :
- des pulls vert pâle, une voiture bleu foncé (sous-entendu des pulls d'un vert pâle, une voiture d'un bleu foncé)
- des mers bleu-vert, des yeux gris-bleu.
- des gilets jaune paille, des robes rose bonbon.
- des couvertures lie-de-vin, des soieries feuille-morte, des draps cuisse-de-nymphe.
- des châles bleu Nattier, des rideaux vert Véronèse.

### Objets multicolores
Si plusieurs adjectifs simples de couleur se rapportent au même objet, ils seront invariables. Par contre, s'ils décrivent des objets différents, ils s'accorderont en nombre et en genre. On écrit ainsi :
- « des drapeaux bleu, blanc et rouge » (chaque drapeau est tricolore) ;
- « des drapeaux bleus, blancs et rouges » (certains sont bleus, d'autres sont blancs, d'autres encore sont rouges).

Remarques :
- si les adjectifs utilisés sont invariables, la règle énoncée ci-dessus ne permet pas de distinguer les deux situations : l'expression des nappes asperge et abricot peut décrire un ensemble de nappes unicolores, certaines asperge et certaines abricot, ou bien un ensemble de nappes bicolores comportant à la fois de l'asperge et de l'abricot ;
- la règle est violée dans quelques expressions consacrées, comme le nom vernaculaire « Couleuvre verte et jaune » (un serpent bicolore).

## Noms de couleur
(août 2022).
Si vous disposez d'ouvrages ou d'articles de référence ou si vous connaissez des sites web de qualité traitant du thème abordé ici, merci de compléter l'article en donnant les références utiles à sa vérifiabilité et en les liant à la section « Notes et références ».

### Genre des noms de couleur
L’adjectif qualificatif de couleur prend le genre masculin quand il est employé comme nom. Par exemple :
- un vert, un pistache ;
- un rouge, un cerise ;
- un rose, un fraise.

### Pluriel des noms de couleur
L’adjectif qualificatif de couleur employé comme nom s’accorde comme tout autre nom.
S’il est accompagné d’un adjectif ordinaire ou de couleur, celui-ci suit les règles habituelles. S'il est accompagné d'un autre nom, ce dernier demeure invariable.
Les noms de couleur formés de plusieurs mots unis par un trait d'union ou par et sont invariables. 
Exemples :
- des verts, des bleus, des oranges, des marrons ;
- des verts pâles, des bleus foncés ;
- des jaunes paille, des roses bonbon ;
- des bleus marins, des bleus roi ;
- des bleu-vert, des gris-bleu, des café-au-lait, des poivre et sel.

## Règles d'accord du motcouleur
Lorsque le mot couleur qualifie une personne ou une chose, il est toujours au singulier : 
- des crayons de couleur ;
- des draps de couleur ;
- des photos couleur ;
- des téléviseurs couleur ;
- des chaises couleur cuivre.

Lorsque le mot couleur ne qualifie pas l'objet (ou la personne) lui-même mais une pluralité de couleurs, il est au pluriel : 
- des marchands de couleurs ;
- une boîte de couleurs ;
- une liste de couleurs ;
- un mélange de couleurs claires et sombres

Enfin, dans la locution en couleurs le mot est généralement au pluriel sauf dans l’expression haut en couleur (au sens de truculent, animé, pittoresque)) :
- des photos en couleurs ;
- un téléviseur en couleurs ;
- des discussions hautes en couleur.